# Мельников, Онтропо
Онтропо (Антроп) Мельников (1834, Софолово, Санкт-Петербургская губерния — 1915, Софолово, Петроградская губерния) — ижорский рунопевец.

## Биография
Онтропо Мельников был современником и земляком Ларин Параске. В детстве они пели вместе.
Мельников родился в деревне Софолово (Сохвола) прихода Вуолы в 1834 году. Онтропо был крепостным, и его жизнь была тяжелой. Его отец тоже был рунопевцем, от него и сын научился петь свои руны.
В 1859 году руны в исполнении Онтропо Мельникова записывал студент из Финляндии Ф. А. Саксбек. За пение рун Саксбеку Мельников понес публичное наказание розгами во дворе мызы[какой?].
Во многих песнях, сохраненных Онтропо Мельниковым, присутствует трагический сюжет. К примеру, среди них есть баллада о жене, убившей мужа.
Умер в 1915 году в деревне Софолово.

## Фото

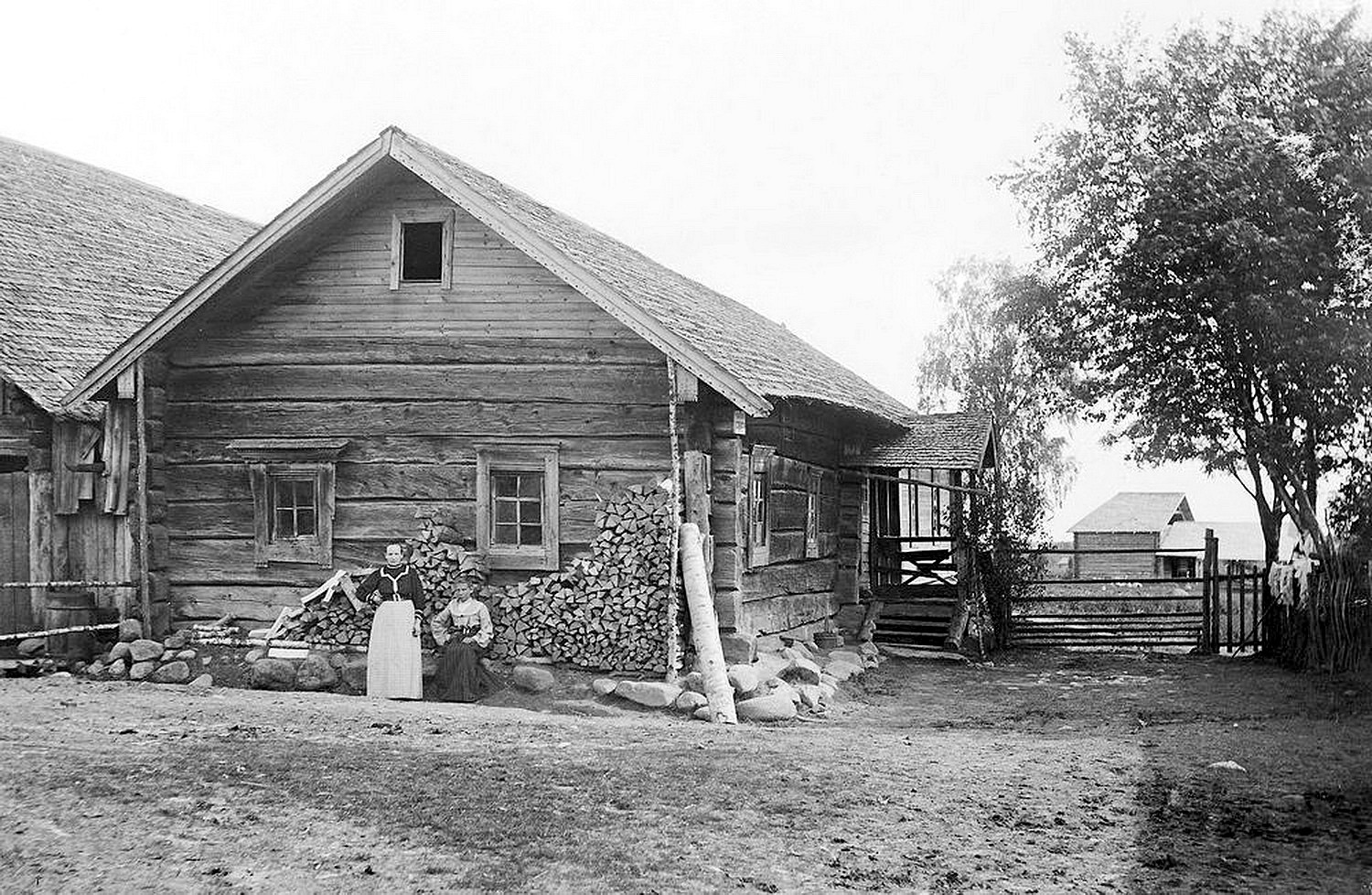
Софолово. Дом Онтропо Мельникова. 1911 год